# JR East série HB-E300
La série HB-E300 (HB-E300系, HB-E300-kei) est un type de rame automotrice hybride exploitée par la compagnie East Japan Railway Company (JR East) au Japon.

## Description
La série HB-E300 se base sur la série KiHa E200 plus ancienne et comprend deux exemplaires de 2 voitures et trois exemplaires de 4 voitures.
Chaque voiture est équipée d'un moteur diesel de 331 kW et d'un ensemble de batteries lithium-ion d'une capacité de 15,2 kWh. Au démarrage du train, l'énergie stockée dans les batteries est utilisée pour alimenter les moteurs de traction. Le moteur diesel est ensuite utilisé pour alimenter les moteurs de traction via un générateur électrique, si le train a besoin d'une accélération supplémentaire ou de monter une pente. Lors du freinage, les moteurs de traction agissent comme un générateur et rechargent les batteries.

## Histoire
La première rame de la série HB-E300 a été introduite le 2 octobre 2022.

## Affectation
Les rames de la série HB-E300 sont affectées aux trains touristiques suivants :
- Resort View Furusato (Nagano - Minami-Otari)[3],
- Resort Asunaro (Hachinohe - Ōminato)[4],
- Resort Shirakami (Akita - Aomori)[5],
- Kairi (Niigata - Sakata)[6].

## Galerie photos

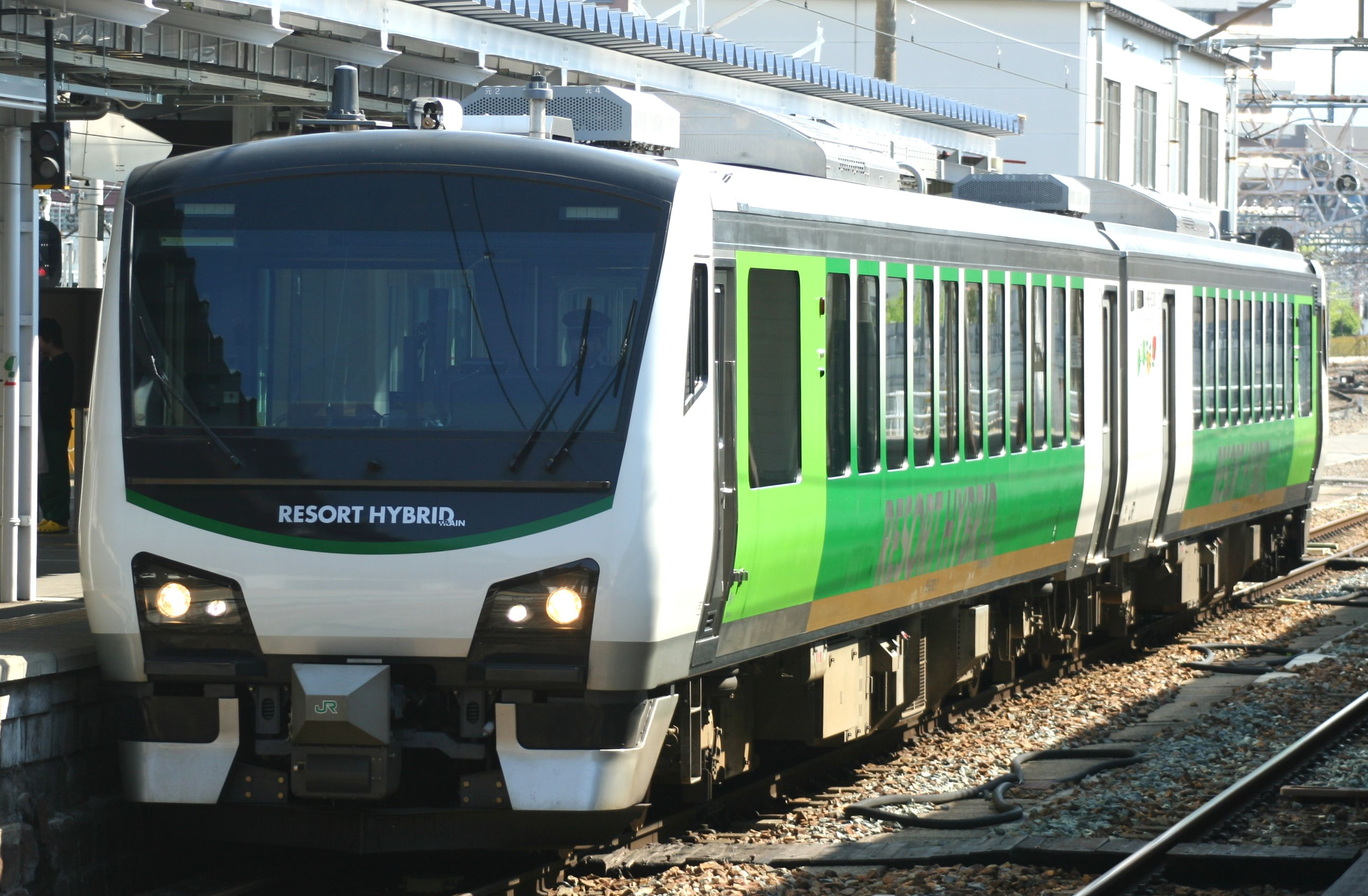
Resort View Furusato
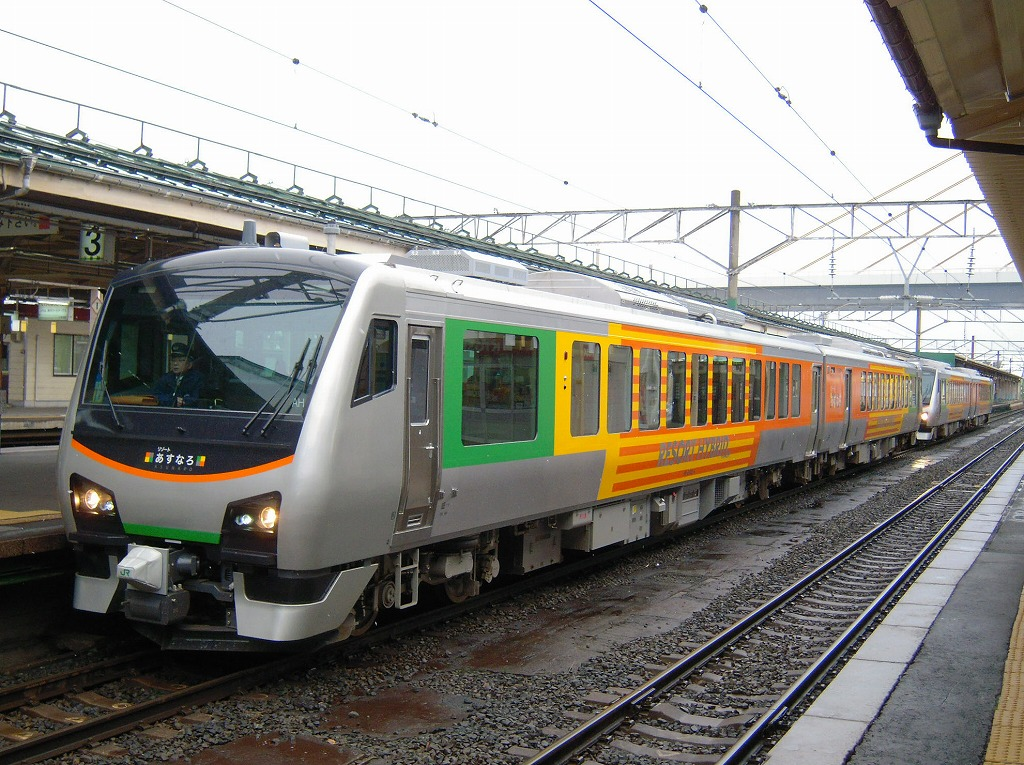
Resort Asunaro
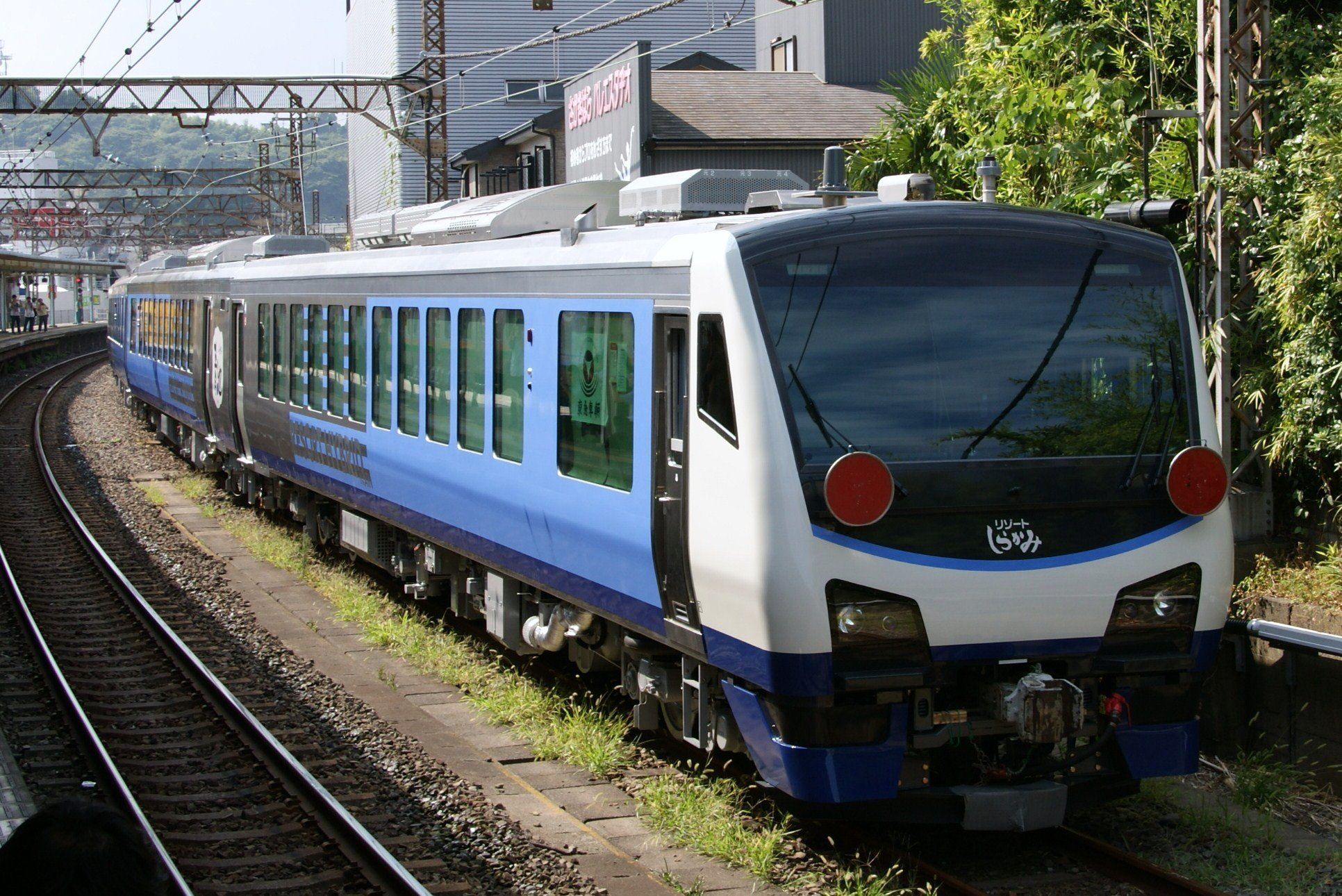
Resort Shirakami - Aoike
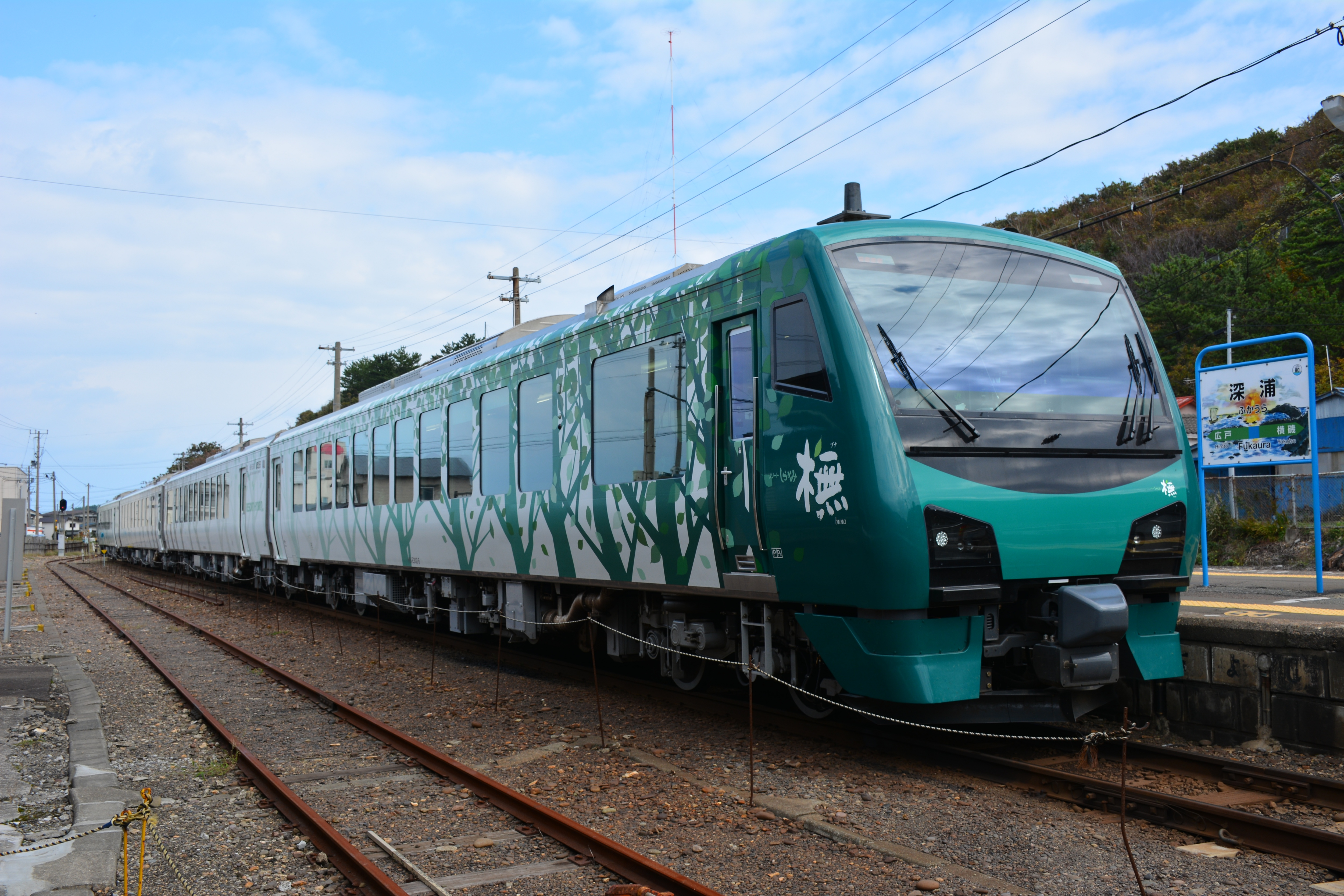
Resort Shirakami - Buna
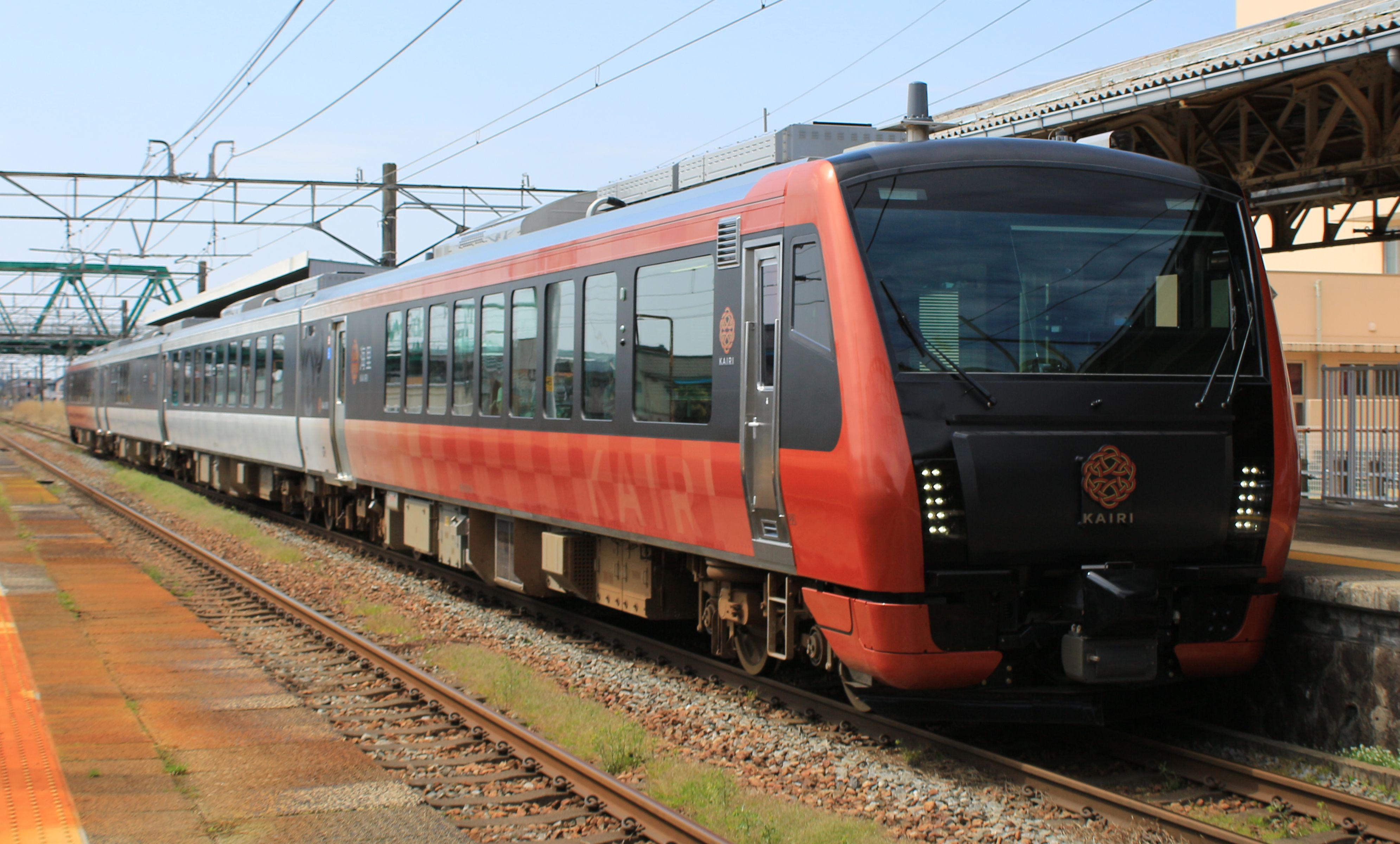
Kairi